# ゲーム
ゲーム（英: game）は、定義が曖昧でさまざまな人がさまざまな定義を提案している（後述）が、英語の辞書 Oxford Dictionaryによると、1つめの意味は、楽しみのための活動であり、しばしばルールがあり勝ったり負けたりするもの、である。もうひとつの意味は、ルールにもとづいて行うスポーツで、個人やチームが互いに競うものである。2つ目の意味の表現としてはボールゲーム（球技や野球）やチームゲームなどがある。
語源は、古英語の1200年ころに使われていた単語 gamenであり、その意味は、「楽しいこと」「気晴らし」「アミューズメント」などである。類似の単語がゲルマン語派共通に見られる。

## ゲームの定義
以下はよく使われるゲームの定義である。

### ウィトゲンシュタイン
哲学者のウィトゲンシュタインは、探究のなかで、カテゴリ化に関する議論のなかでゲームの定義を議論した。おそらくゲームを定義づけようとした最初の議論と考えられている。ゲームと呼ばれているものは、ルールや競争を共通の要素として持っている。しかし、彼は、どのようにゲームを定義づけようとしても、必ずその定義から外れてしまうような「ゲーム（とみなされる活動）」があると述べ、しかしそれでもなお、ゲームと呼ばれるものには一定の類似点（家族的類似性）によってゆるやかにまとまっていると主張した。

### カイヨワ
フランス人社会学者のロジェ・カイヨワは、著書『遊びと人間』("Les jeux et les hommes")のなかで、以下のようにゲームを定義した。すなわち、楽しみのために行なわれること、時間と場所が区切られていること、勝敗が不確定であること、何かを生産するものではないこと、法律やルールに支配されること、現実の活動から意識的に切り離されていることをゲームの参加者が知っていることである。また彼は、playに対応するパイディアPaidea（娯楽）の類型に対するものとして、ルール的制約をもちgameに対応するルドゥスLudus（闘技）を提案した。

### コスティキャン
ゲームデザイナーのグレッグ・コスティキャンは雑誌Interactive Fantasyの記事 'I Have No Words & I Must Design' において、例えば『シムシティ』の作者ウィル・ライトが自分の作品を（「ゲーム」ではなく）「toy（おもちゃ）」であるとしている言葉などを引きつつ、ゲームとは「充分な情報の下に行われた意思決定 (decision making)をもって、プレイヤーが与えられた資源を管理 (managing resources)しつつ自ら参加し、立ちはだかる障害物を乗り越えて目標 (goals)達成を目指す」ものであるとした。

### クロフォード
ゲームデザイナーのクリス・クロフォードは二分法の一連を使ってゲームという用語を定義することを試みた。:
1. 自身の美のために作られるのは芸術であり、貨幣のために作られるのはエンターテインメントである。（これは彼の定義の中でもっとも硬くない。クロフォードは、しばしば従来のビジネスの知恵より創造的な道を選ぶと認める。これは彼の13のゲームのうち続編が1つだけである理由である）
2. それがインタラクティブならばエンターテインメントは遊びである。映画と本はインタラクティブでないエンターテインメントの例として挙げられる。
3. 遊びにゴールが存在しないなら、それは玩具である。（クロフォードの定義によると、(a)プレイヤーが規則を作ることによっておもちゃがゲームの要素になることができる、(b)シムピープルやシムシティはゲームではなく玩具である。）ゴールを持っているならば遊びは挑戦。
4. 挑戦が「競合するアクティブなエージェント」を持っていないならば、それはパズルである。一人ならばそれは衝突である。（クロフォードは、これが主観的なテストであると認める。目立ってアルゴリズム的な人工知能を持つコンピュータゲームはパズルとしてプレイすることができる。これはパックマンにおいてゴーストを回避するために使用されたパターンを含む。）
5. 最終的に、プレイヤーが相手よりアウトパフォームすることができるのみであり、彼らのパフォーマンスを妨げるために攻撃することができないのならば、衝突は競技会である。（競技会は競走とフィギュアスケートを含む。）しかし、攻撃が許されるならば、衝突はゲームとされる資格を得る。

したがって、クロフォードの定義は次のようにされるかもしれない:遊ぶアクティブなエージェントとの、互いに干渉できるインタラクティブでゴール指向の活動。

### JUNZO
エニックス元社員のJUNZOは著書「人生ドラクエ化マニュアル」（ワニブックス、2015年、ISBN 978-4847093395）の中で「ゲームとは目的を達成する為のルールに基づいた敵との楽しい闘い」と定義した。さらに、この定義に基づき「目的」「ルール」「敵」をゲームの三大要素だとした。そして、あるものに、このゲームの三大要素（「目的」「ルール」「敵」）を導入することにより、そのあるものをゲーム化できる、というゲーム化理論を考案した。

### 他
- ゲームとは、少なくとも二人以上のプレイヤー同士が対立構造を持ち、ルールに従って定量化可能な結果にいたるシステムである[7]。
- ゲームとは、少なくとも二人以上のプレイヤーが、目的の達成のためにそれぞれ使用可能な資源のマネージメントを行うことである[8][9]。
- ゲームデザイナーの陳星漢によると「人間の欲望を満たすもの（インタラクティブ・エンターテインメント）」という[10]。
- 特にテレビゲームは「褒める装置」ともいわれる[11]。
- 遠藤雅伸は「道」と答えている[12]。

## 種類
ゲームのルールあるいはゲームのプレイに必要な情報は、プレイヤーの間でよく知られたものと仮定される（完備情報の仮定）。

### ゲーム理論を援用した分類法
ゲーム理論そのものは、（そのような名前ではあるが）ここで扱っている「ゲーム」を研究することは主な目的ではないが（ちなみに、そちらはゲーム研究という）ゲーム理論において状況の分析などに使う分類はゲーム研究でも有用なため、しばしば流用される。まず前述のように、一般にここで扱っているようなゲームでは、完備情報ゲーム or 不完備情報ゲーム という分類では、完備である。
一般によく使われる表現に「人数 / (非)ゼロ和 / (無|有)限 / (不)確定 / (不)完全情報」という5要素を並べたものがある。例えばチェスなど多くの伝統的ボードゲームの分類である「二人零和有限確定完全情報ゲーム」などである。以下の節のうちのいくつかは、この分類法中に含まれるような話題を扱っている。

### 使用する道具、装置、環境による分類法
ゲームはしばしば、必要とされる道具や装置で分類される（ミニチュアゲーム、球技、カードゲーム、ボードゲーム、コンピュータゲームなど）。よく皮革が使用される場所で、ボールは歴史を通じてポピュラーな試合の部品であり、結果としてラグビーフットボール、バスケットボール、フットボール、クリケット、テニス、バレーボールなどの球技は世界的に人気になった。他のツールは一定の地域に特有である。たとえば、ヨーロッパの多くの国ではユニークなトランプの標準的なデッキを持っている。チェスなどのほかのゲームは主にそのゲームのピースの開発と発展を通じて追跡されるかもしれない。
多くのゲームのツールはトークンであり、他のものを表すことを意図される。トークンはボード、プレイマネー、または得点などの無形のアイテムの質入であることがある。
なお、かくれんぼまたは鬼ごっこなどのゲームは例外的に、どのような明白なツールも使用していないように見えるかも知れない。だがこれらのゲームは、周囲の環境と相互作用している。環境が変更されれば、同一ルールでもゲーム内容がかなり変化するかもしれない。たとえば学校の建物でのかくれんぼは公園でのかくれんぼとはかなり異なった内容になる。

### ランダム性の有無による分類
ランダム性（乱数的な要素）の有無という視点である。確定ゲーム (deterministic game) と不確定ゲーム(確率的ゲーム、probabilistic game) といった用語がある。
probabilistic gameの例として、各種トランプゲーム、まわり双六、バックギャモンなどがある。トランプゲームにおいてはカードをシャフルする（かき混ぜる）事がランダムさの源で、まわり双六やバックギャモンにおいてはサイコロの目に従うことがランダムさの源である。
deterministic gameの例としては囲碁、将棋、チェス、チェッカー、ダイヤモンドゲームなどがある。これらのゲームでは偶然の要素はないが、将棋などの「振り駒」で先手、後手を不確定ゲームで決めることは行われる。

### 参加する人数による分類
参加する人数が固定しているゲーム、例えば囲碁、将棋、コントラクトブリッジなどと、そうでないもの、例えばポーカー、7並べ、ババ抜きなどがある。固定しなくても、上下限があるものも数多く存在している。
複数のプレイヤーを必要とするゲームも、一人からでも楽しむことができるゲームも、どちらも数多く存在する。
- 4人: 麻雀
- 2人: 囲碁、将棋、チェス、中国将棋、オセロゲーム、チェッカー

など
一人でできるゲーム
一人で楽しむ事のできるゲームはソリテール（ソリティア）、もしくはペーシェンスと呼ばれる。ソリテールの多くは、事前目標に到達できたことを「勝ち」、そうでないことを「負け」とも考えられる。
ソリテールにはボード、カードなどを使うものも昔から多様な種類が存在することも知られている。一人で遊ぶ事を主眼としたコンピュータゲームなどはソリテールに分類する事もできる。
販売戦略上、コンピュータゲームやボードゲームなど利用者が一人で遊ぶゲームを「シングルプレイヤーゲーム」と呼ぶ。ただしコンピュータやサイコロを使ったランダムな自然現象と対戦しているので、本稿のシングルプレーヤーゲームとは意味合いが異なる。
シングルプレイヤーゲームは、プレイヤーが直面している挑戦のタイプとしてユニークである。ゲームのゴールに到着するために互いに張り合っているマルチプレイヤーゲームと違って、シングルプレイヤーゲームは環境（人工的な相手）の要素に対する、自分のスキルに対する、時間に対する、またはチャンスに対するのみの戦いである。ヨーヨーで遊び、壁を背景としてテニスをすることは、一般的に、手ごわい相手の欠如のため試合と認められない。
コンピュータが記録や対戦相手が意識できる単純な計算をするのみであるならば、ゲームは正当にシングルプレイヤーとされることがある。また高度な思考と間主観性を必要とするが、一人の人間が、あらかじめ各アクターの目標や制約を定めたうえで複数のアクターに「分裂」してゲームをすることが可能である。
「シングルプレイヤー」と評された多くのゲームは実際にはパズルまたはレクリエーションと名づけられるかもしれない。

### 隠された情報の有無による分類
囲碁、将棋、オセロなどは、現在の相手の手がすべてわかるという意味で、隠された情報がないゲームである（完全情報ゲーム）。
これに対し、ポーカー、麻雀などは、相手の手など、プレイヤーから隠された情報を推測するという要素の加わるゲームといえる（不完全情報ゲーム）。

### 必勝法を探索する問題の困難性による分類
ゲームの必勝法探索問題それ自身の困難性は、今のところ定義されておらず、ゲームのクラスに対する必勝法探索問題の困難性が定義されている。
ハミルトンゲームはNP完全問題である。（先手後手あわせて）n手で終了するゲームの必勝法を探索する問題は
{\displaystyle \sum _{n}P\cup \prod _{n}P}
に属する。
（一般化された）しりとりはPSPACE完全問題である。
尚、二人零和有限確定完全情報ゲームには必勝法があることが知られている。

### ルール
ゲームがしばしばそれらのツールによって特徴付けられ、また規則によって定義される。規則がハウスルールに左右され、規則の十分な変化は結果として通常「新しい」ゲームを生じさせる。たとえば、野球は"本当の"野球によって、またはウィッフルボールによって行われる。しかし、プレーヤーが、3つだけのベースによって遊ぶと決めるならば、彼らは間違いなく違うゲームをしている。いくつかのゲームが意図的に自身の規則の変更に関係していることを例外として、そのときでさえしばしば不変のメタ規則が存在する。
ルールは一般にターンオーバーと、プレイヤーおよび各プレイヤーのゴールの権利と責任を決定する。プレイヤーの権利は、資源を使用することやトークンを動かすことを含む。よくある勝利条件は、最初にポイントまたはトークンの一定の割合を貯蔵すること（カタンの開拓者たちなど）、ゲームの終わりにより多くのトークンを持つこと（モノポリーなど）、ゲームのトークンを特定の条件に置くこと（チェスの詰みなど）である。

### スキル、戦略、運、味方
ゲームのツールと規則は結果としてスキル、戦略、運またはそれらの組み合わせの必要性を生み出すであろうし、それに応じて分類される。
スキルのゲームはレスリング、綱引き、石蹴り、ライフル射撃、スケートなどの物質的なスキルのゲームとイングリッシュドラフトとチェスなどのメンタルスキルのゲームを含む。戦略ゲームはイングリッシュドラフト、チェス、囲碁、アリマア、三目並べを含み、しばしば特別な道具を必要とする。運のゲームはギャンブルゲーム（ブラックジャック、麻雀、ルーレットなど）、および蛇と梯子やじゃんけんを含む。多くはカードやサイコロなどの機器を必要とする。しかし、ほとんどのゲームはこれらのうち2つまたは3つの要素を含む。たとえば、アメリカンフットボールや野球は物質的なスキルと戦略の両方に関係し、ティドリーウィンク、ポーカー、モノポリーは戦略と運を結合する。多くのカードゲームとボードゲームは3つすべてを結合する。ほとんどのトリックテイキングゲームやリスク、カタンの開拓者たち、カルカソンヌなどの多くの戦略的なボードゲームは、メンタルスキル、戦略、および運の要素に関係している。

## さまざまなゲーム

### ローンゲーム
ローンゲームは、一般に「フィールド」またはピッチより小さい、刈り取られた草（または等級付けられた交互の土）のエリアにある芝の上で行えるアウトドアのゲームである。ピッチの上で伝統的に行われる多くのゲームのバリエーションは家庭の前庭や後庭での使用のために「ローンゲーム」としてマーケティングされる。メジャーなローンゲームはホースシュー、ショルフ、クロッケー、ボッチェ、ローンボウルズ、およびスケートを含む。

### 卓上ゲーム
卓上ゲームは一般に、遊びの要素が小さい領域に制限され、通常ゲームのピースを置き、回復し、動かすことのみで構成され、激しい運動を必要としないゲームを指す。したがって、これらのゲームんほとんどは、プレイヤーが座り、ゲームの要素が存在するテーブルで行われる。さまざまな主要なゲームの型は一般に卓上ゲームのうちに入る。このカテゴリー、特にパーティーゲームに分類される多くのゲームが、遊びにおいてもっと自由な形式で、たとえ、基本的な前提が、ゲームが広い領域、大量の力やスタミナ、箱に入らない専門的な機器を必要としていないことであっても、パントマイムなどの身体活動に関係することを行うことが可能であることには注目する価値がある（時々、鉛筆と紙のようなものが必要になる）。

#### 器用さとコーディネーションのゲーム
ゲームのこの分類は、関係しているスキルの要素が手先の器用さまたは手と目の統合と関連しており、コンピュータゲームを除くあらゆるゲームを含む。ジャックス、ペーパーフットボール、ジェンガなどのゲームは、非常にポータブルな、または即席で作られた機器のみを必要とし、あらゆる平面で行われる一方、ピンボール、ビリヤード、エアホッケー、テーブル・フットボール、テーブルホッケーは専門的なテーブルまたは試合用のその他の内蔵モジュールを必要とする。テーブルホッケー、ビリヤード、ピンボール、テーブル・フットボールは私的および公的なゲームルームで人気のある備え付け品であり続けるが、ホームビデオゲームシステムの出現は主としてテーブルホッケーなどのこれらのいくつかを取り替えた。これらのゲームは、反射とコーディネーションを必要としているので、一般に酔った人によってより不十分に実行されるが、結果として怪我を受けることがありそうにない。このようなゲームはドリンキングゲームとして人気がある。さらに、クォーターズなどの専門のドリンキングゲームもまた身体的な調整力に関係し、同様な理由のために人気がある。

#### ボードゲーム

パーチージはインド起源のボードゲームのアメリカの順応化である。

ボードゲームは、プレイヤーのステータス、資源、進歩が、物質的なトークンを使用して追跡されるボードを中心的なツールとして使用する。多くはサイコロやカードを使用する。（戦略的な戦闘をシミュレーションするために多くのコンピュータゲームが作成されたが）戦争のシミュレーションをするほとんどのゲームはボードゲームであり、ボードはプレイヤーのトークンが移動するマップであることである。事実上全てのボードゲームは「ターンベースの」遊びに属する。1人のプレイヤーが考え、移動し、そして次のプレイヤーが同じことをし、プレイヤーは順番に作用できるのみである。いくつかのカードゲーム、ほとんどのスポーツ、ほとんどのコンピュータゲームのような「リアルタイムの」遊びに反する。
チェス、囲碁、将棋、オセロなどのいくつかのゲームは完全な決定論であり、興味は戦略要素のみである。一方では子どものゲームは非常に幸運ベースである傾向がある。たとえばキャンディランドは作成される決定の要素を事実上全く持っていない。他のボードゲームは戦略と幸運の要素を結合する。バックギャモンは2つのサイコロのロールに基づいた最もよい戦略的な動きを決定することをプレイヤーに要求する。トリビアゲームは、人が得る問題に基づいたたくさんの無作為性を持っている。ユーロゲームは、多くのボードゲームより幸運のファクターがやや少ないことがしばしば存在することについて有名である。
ボードゲームのグループは、上で述べられているトリヴィアゲーム、ユーロスタイルボードゲームのほかにレースゲーム、ロール・アンド・ムーブ・ボードゲーム、アブストラクトゲーム、言葉遊び、ウォー・シミュレーションゲームを含む。いくつかのボードゲームは複数のグループに属し、他のジャンルの要素を含んでいる。たとえば、クラニアムはひとつの人気のある例であり、プレイヤーは4つの主要なスキルのそれぞれに成功しなければならない:芸術性、ライブパフォーマンス、トリヴィア、語学力。

#### カードゲーム
カードゲームは中心的なツールとしてカード一組を使用する。これらのカードは、標準的な52枚の英米式トランプデッキ（コントラクトブリッジ、ポーカー、ジン・ラミーなどを行う）、違うスート記号による32、36、40枚の地域的なデッキ（ドイツのスカートなど）、78枚のタロットカードのゲームのデッキ（ヨーロッパでトリックテイキングゲームを行うために使用される）、あるいは個々のゲームに特有のデッキ（セットや1000ブランクホワイトカードなど）であることがある。UNOとロークは元来標準のデッキとされたが、その後カスタマイズされたデッキが商品化された例である。マジック:ザ・ギャザリングなどのいくつかのトレーディングカードゲームは大きな入手可能なセットから個々に収集されるか購入されるカードの小さなセットによって行われる。
いくつかのボードゲームはゲームプレイの要素として、通常ランダム化のために、またはゲームへの注意を継続させるためにカード一組を含む。逆に、スコアを維持するために、クリベッジなどのいくつかのカードゲームはムーバーとボードを使用する。そのような場合の2つのジャンルの間の区別は、ゲームのどの要素が真っ先に作動しているかに依存する。ランダムな行動のためにカードを使用しているボードゲームは通常ランダム化のほかの方法を使用でき、一方クリヘッジはちょうど同じぐらい容易に紙に得点を記述することができる。使用されるこれらの要素は、単に目的を達成する伝統的でもっとも容易な方法である。

#### ダイスゲーム
ダイスゲームは中心的な要素として多くのサイコロを用いる。ボードゲームはしばしばランダム化要素のためにサイコロを用い、サイコロの各ロールはゲームの結果への深い影響を持っているが、サイコロがゲームのほかの要素の成功か失敗かを判断しないので区別される。代わりにこれらがゲームをする人の中心的な指示者である。有名なものにはヤッツィー、ファルクレ、ブンコ、ブラフ、デュド、ポーカーダイスなど。サイコロが、ごく自然に、見たところ乱数の生成を行うようにデザインされるので、これらのゲームは通常運の占める程度が高い。プレイの戦略的な要素を通じて、そして確率論の教義を通じてある程度プレイヤーが指示することができる。このゲームはギャンブルゲームとして人気がある。ブラフやポーカーダイスは本来ギャンブルゲームとして考えられたが、現在おそらくもっとも有名な例はクラップスである。

#### ドミノとタイルのゲーム
ドミノゲームは多くの点でカードゲームと同様であるが、代わりの一般的な機器は、2つの終わりを持ち、それぞれにいくつかの数のドット（あるいは「目」）が置かれ、上で現れる2つの可能な終端の値がセットの中にユニークであるような、ドミノと呼ばれるタイルのセットである。ドミノゲームは、主にマッチしている他のドミノの終端にプレイヤーの「手」からドミノをプレイしている中心に置くことによってプレイされる。このとき全体のオブジェクトは、すべてのオープンな終端を与えられた数に達せさせるため、あるいは単にボードの上に人の手からすべてのドミノをプレイするために、常にプレイを作ることができるかもしれない。セットは一つの終端の可能なドットの数の中で、およびピースの組み合わせの数によってさまざまである。歴史的に最も一般的なセットはダブル・シックスであるが、最近はダブル・ナインのようなより「拡張」されたセットが導入されている。これはゲームにおいてより大きな手と多くのプレイヤーの参加を許す。マギンズ、メキシカントレイン、チキンフットは非常に人気のあるドミノゲームである。42は"トリックテイキング"カードゲームに非常に類似しているドミノゲームである。
伝統的なドミノのバリエーションは以下の通りである:トリオミノは理論において同様であるが、三角であり、1つのタイルあたり3つの値を持っている。同様に、クアッドオミノスとして知られているゲームは4角形のタイルを使用する。
いくつかの他のゲームはカードの代わりにタイルを使用する。ラミーキューブはアングロ・アメリカン式トランプに非常に類似している、4色の間でランクを上げていくことを数えるタイルを使用する、カードゲームラミーの同種である。麻雀はカード風の値と絵によるタイルのセットを使うラミーに非常に類似している別のゲームである。
最初に、プレイするゲームのほかの要素の上で、ボードのレイアウトを形成するために、いくつかのゲームはグラフィカルなタイルを使用する。カタンの開拓者たちとカルカソンヌがその例である。それぞれの中で、「ボード」は一連のタイルからなる。カタンの開拓者たちの中で、最初のレイアウトはランダムであるが静的であり、カルカソンヌではゲームはタイルごとのボードである「建物」によってプレイされる。ボードを全く持っていないが、ピースを動かすためにタイルを使用する抽象的な戦略ゲームハイブはチェスに類似しているメカニカルで戦略的な要素を持っている。ピース自身がレイアウトを形成し、また動くことができる。

#### 鉛筆と紙によるゲーム
この種類のゲームは文房具以外の専門的な機器をほとんどまたは全く必要としない。ただし、ボードゲームとして商品化される（たとえば、スクラブルはクロスワードパズルのアイディアに基づき、ボックス型のグリッドとピースによる三目ならべセットは商業的に入手可能である）。これらのゲームは多様であり、ピクショナリーのような描かれたデザインに注目しているゲームや、スプロウツのような"点と点を結ぶ"ゲーム、ボッグルやスカッテルゴリエスなどの文字と言葉のゲーム、数独やクロスワードパズルなどのソリテールとロジックのパズルゲームがある。

#### 推理ゲーム
推理ゲームは、1人のプレイヤーが知っている情報をコアとして所持し、オブジェクトは、テキストまたは話された言葉の中で事実上それを漏らさない情報の断片を推理することを他人に強いることである。ジェスチャーはおそらくこのタイプのもっとも有名なゲームであり、キャッチフェイズ、タブー、ピクショナリーなどの、通信のタイプの異なる規則に関係しているたくさんの商業用のバリエーションを生み出した。このジャンルはまたウィン、ルーズ・オア・ドロー、パスワード、および25000ドルのピラミッドなどの多くのゲームショーを含む。

### スポーツ対戦

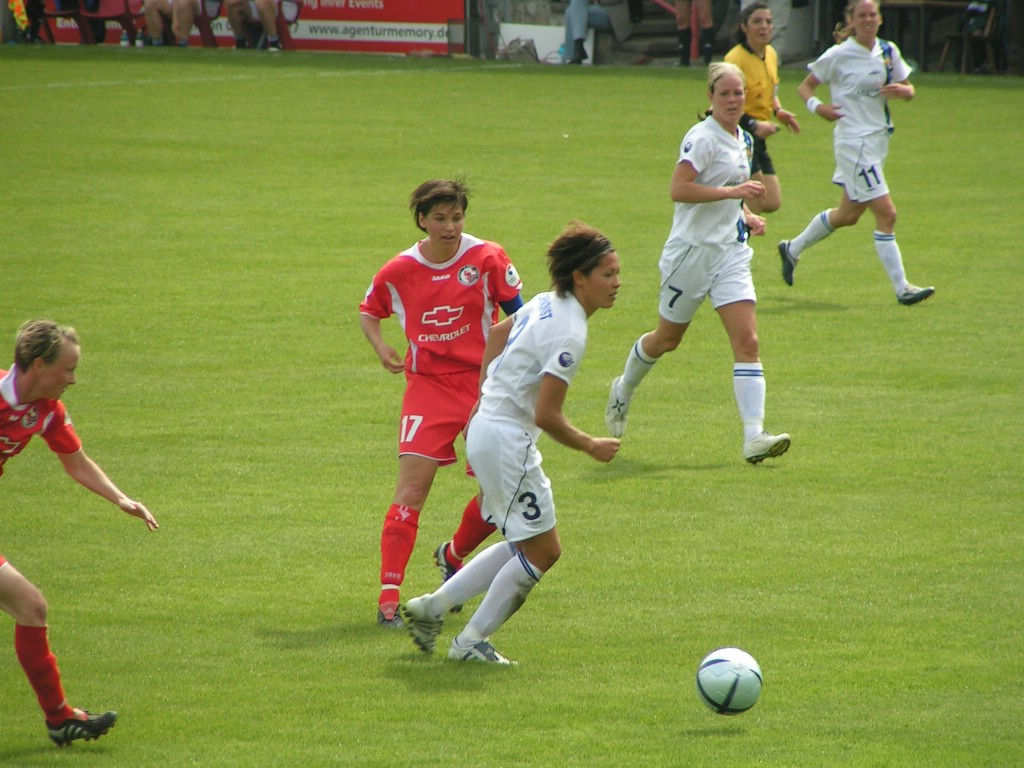
スポーツがすべてゲームというわけではないが、スポーツのなかでも《サッカーの試合》は、クロフォードの定義のゲームにあたる。

球技などのスポーツの試合というゲームがあるが、そういうゲームとのかかわりかたは、試合に参加する方法と、見て楽しむという方法がある。
スタンリー・フィッシュは、社会的なとりきめによる規則の操作の明白な例として、野球のボールとストライクを挙げた。ストライクゾーンというのは人々がそれがあるとみなすことに互いに合意した場合だけ存在している。物理的な実体はまったく無い。人々の心の中の決めごとによって生み出されているのである。そして、どの投球も、権限を与えられた審判員の判定によって「ストライク」とか「ボール」などと声でラベルを付けて分類されるまで、ボールでもストライクでもない。
なお、すべてのスポーツがゲームというわけではない。たとえば競走や体操などは、近代オリンピックにおいてどう扱われていようが、クロフォードなどの定義によるゲームにはあたらない。彼らは間接的な方法で互いに挑むのみである。直接的に相手に干渉したりはしない。
eスポーツについては次節 #対戦ゲーム、eスポーツ を参照のこと。

### コンピュータゲーム
コンピュータゲームは、コンピューターの機能を使って動作するゲームの総称である。

#### 歴史
1950年代や1960年代から大型計算機で動くゲームソフトを書いて遊ぶ人たちがおり、1970年代後半にパーソナルコンピュータが登場してからはパソコンゲームが開発され、1970年代にはアーケードゲームが登場し、家庭用ゲーム機も発売され始めた。
コンピュータゲームの特徴
コンピュータのソフトウェアが作り出す"対戦相手"とゲームをすることができ、"対戦相手"は単純なプログラムで単純な動作をするだけのものもあれば、複雑な判断をするゲームAIの場合もある。またコンピュータゲームはプレーヤーと相互作用しうる仮想的な世界を提供することができる。

#### ジャンル
コンピュータチェスなどテーブルゲームのコンピュータゲームでは、コンピュータが対戦相手となってくれる。
最初の商業用ビデオゲーム『ポン』は卓球風のゲームであった。
戦略シミュレーション、アドベンチャー、アクションゲームなどのジャンルも開発された。最初はスタートレックなど言葉や数字だけでやりとりするゲームやスペースインベーダーのように平面的に表現するゲームが多かったが、コンピュータの処理能力が高くなるにつれ3次元的に空間や敵を描画するゲーム（en:3D video game）が登場した。リアルタイム性は、コンピュータゲームが持ちうる、ボードゲームには無い特徴であり、シミュレーションゲームではそれが活き、戦場の緊迫感をプレーヤーに感じさせる。スポーツシミュレーションゲームでもリアルタイムの物理シミュレーションがスポーツをしている楽しさを提供する。
一部のコンピュータゲームはゴール（目的）がはっきりしないものもあり、「ゲーム」なのか「おもちゃ」なのかについて議論を引き起こすこともある（クロフォードはウィル・ライトの『シムシティ』は、ゲームではなくおもちゃのほうだと指摘する。）
オンラインゲームは、タイムシェアリング方式でコンピュータを電話回線で繋いだ時代から一応行われており、PLATOなどの初期の商用システムは教育的用途同様にゲーム用途でも有名であった。1958年、ブルックヘブン国立研究所のオシロスコープ画面でTennis for Twoがプレイされた。1980年代、パロアルト研究所は主にメイズウォーによって知られていた。一般の人々にとっては、1980年代後半のパソコン通信の時代でもオンラインゲームはあまり一般的ではなかったが、1995年前後からインターネットが普及が進み、最初は従量制で時間あたりの料金が高すぎ回線速度もとても遅かったので、オンラインゲームは普及しなかった。普及したのは、プロバイダー同士の競合が激化して、安い定額料金が設定され回線の高速化つまりブロードバンドや光回線が一般的になってからである。

##### コンピュータRPG
RPGとしばしば略されるロールプレイングゲームは、通常、参加者が虚構の設定上で活動するキャラクターの役割を受け持つタイプのゲームである。コンピュータRPG登場以前にロールプレイングゲームという用語が指したテーブルトークロールプレイングゲーム(TRPG)は、テーブルに向かい合った複数人がプレイし、筆記具と紙を用いフィクションの物語を展開するものだった。
コンピュータRPGは、初期のものでは1970年代なかばにPLATOシステムで動くDNDが登場し、当初はあらかじめプログラムされた状況とストーリーを単独のプレイヤーが遊ぶゲームばかりだったが、インターネットが普及してからはMORPG、MMORPGなど多人数プレイヤーがネット経由で参加するものが増えた。

##### 対戦ゲーム、eスポーツ
コンピュータゲームで対戦を行うことは、1983年発売のファミリーコンピュータでも、1994年発売の初代PlayStationでも行われていた。コントローラーが2つ付属しており、2人が同時にプレイでき、2人で対戦するためのゲームソフトも販売されていたからである。ネットワークにつながなくても対戦を楽しむことができた。PS2のグランツーリスモ3 A-specでのプレーヤ2人での対戦は、ただコンピュータゲームというだけでなく、プレーヤたちは互いの車をぶつけあって干渉しあうので、クロフォードの定義の「ゲーム」にも該当する。
近年、PCゲームで対戦を行うことがさかんになり、対決試合の大会まで行われるようになり、最初はスポーツ系・肉体系の動作を表現したゲームから始まり、その直接的な競い合いぶり、そのぶつかりあいの激しさに、これはもうスポーツだ、ということでeスポーツと呼ばれるようになった。たとえば『ストリートファイター』の対戦など、自分のキャラは相手のキャラに激しく干渉しており相互作用が起きており、クロフォードの定義の「ゲーム」にも該当する。

### シミュレーション
ゲームは、さまざまな活動のシミュレーションも含みうる。シミュレーションは訓練、分析、予測などのため、現実生活で活かすことができる。有名な例は軍事演習と役割演技である。
シミュレーションの源流は先史時代に遡るかも知れないと考察する人類学者もいる。大昔から子どもは大人の狩猟、戦争、看護などの活動を真似（シミュレート）して遊び、そこから学び成長する。
シミュレーションのうち、未来予想・未来予測を目的とし、ロールプレイング方式で行うものはゲーミング・シミュレーションと呼ばれる。コンピュータに依拠した科学的なシミュレーションとはやや異なり、交渉で生まれる間主観性の有無を重視するため、国際政治の研究や1.5トラックで用いられることが多い。とりわけ危機対応を想定した危機管理シミュレーションは、コンピュータシミュレーションに必要な変数の抽出が不足するため、ロールプレイング方式で行われることが多い。また大学教育では、アクティブ・ラーニングの一環として環境、教育学、まちづくり、国際関係、防災など多分野で導入されている。
（⇒詳細はシミュレーション　を参照）

#### ビジネスゲーム
ビジネスゲーム、en:Buisiness gameを参照。
ビジネスゲーム（en:Buisiness game）は、ビジネスを教えるためのシミュレーションゲームである。ビジネス関連の組織の運営のシミュレーションを行い、プレイヤーにビジネスマネジメントの課題を認識させ、学びを促す。多くは社内チームを活性化させる方法や、事業への投資と資金繰りのコントロールの関係に焦点を当てる。
ゲーム形式としては、言葉による対話で行うものや、ボードゲーム方式のものや、コンピュータシミュレーション方式のものなどがある。

#### まちづくりデザインゲーム
まちづくりデザイン・ゲームとは、まちづくりのシミュレーションの一種で、具体的な空間計画等を行う際に、空間イメージをシミュレーションし、なおかつ目標のイメージを関係者で共有するための手法。ワークショップのような集会において、参加者が意見やアイデアを出し合い、実際に設計やデザインに参加する。新しい公園やまちを計画する際に、住民参加型で計画を立案する場合に用いられる。将来の町とそこにおける住民の生活の姿をシミュレーションする「ライフデザインゲーム」や 町の更新をシミュレートする「建替えデザインゲーム」などがある。